# Tutto in quella notte
Tutto in quella notte è un film del 2004, diretto da Franco Bertini e con protagonisti Flavio Insinna, Rolando Ravello, Eleonora Russo, Luciano Scarpa, Edoardo Leo e Sabrina Knaflitz.

## Trama
Giorgio, sposato con Daniela, vorrebbe portare la sua bella amante Gloria da qualche parte a passare la notte. Chiede così a suo cognato Marco, che sta partendo per una settimana a New York con la moglie Lucia, di prestargli la casa. Sebbene Marco sia un po' titubante, alla fine accetta. Dopo una romantica cena, Giorgio si reca a casa di Marco insieme a Gloria per passare una notte di sesso. Ma la coppia non ha fatto i conti con Enzo, il fidanzato di Ilenia, la donna delle pulizie di quella casa, il quale essendo indebitato fino al collo con un usuraio, era entrato poco prima nell'appartamento con l'intenzione di rubare qualcosa. Comincia così una lunga nottata durante la quale ne succederanno di tutti i colori.

## Distribuzione
Il film è stato distribuito nelle sale italiane nell'ottobre 2004.

## Produzione
Il film è stato girato interamente a Roma e si svolge nell'arco di una sola giornata.